# Buster (Band)
Buster hieß eine britische Pop-Band der 1970er-Jahre. Ihr einziger Hit in den britischen Charts war die Single Sunday, die 1976 eine Woche auf Platz 49 notiert wurde. Mehr Erfolg als in Europa hatte die Band in Japan, wo sie vier Singles in den Top 20 platzieren konnte.

## Bandgeschichte
Die Teenie-Band formierte sich 1972 auf der Halbinsel Wirral, nahe Liverpool im Nordosten und Wales im Südwesten, unter dem Namen The New Attraction. Als halbprofessionelle Gruppe, die Bandmitglieder gingen noch zur Schule, spielten sie ihre Gigs vor allem im Norden des angrenzenden Wales. 1974 wurden sie von RCA Records unter Vertrag genommen; dabei wurde der Bandname zu Buster geändert. Ihre Singles wurden von Ronnie Scott und Steve Wolfe geschrieben und von den beiden mit David Mackay produziert – dem Team, das auch für die ersten Erfolge von Bonnie Tyler verantwortlich zeichnete. Gleich die erste Veröffentlichung brachte Buster ihren einzigen Hit in den britischen Charts. Die Single Sunday, veröffentlicht am 14. Mai 1976 mit der B-Seite Salt Lake City – Silver Gun, platzierte sich am 19. Juni 1976 für eine Woche in den Top 50. In Deutschland notierte ihre Single Love Rules 1977 auf Platz 20 der Airplay-Hitparade. Die Musik wurde als Glam Rock oder Bubblegum eingeordnet; Buster wurden mit den Bay City Rollers verglichen.
Während die weiteren Singles in ihrem Heimatland wenig erfolgreich waren – der Musikgeschmack der britischen Jugend war mittlerweile eher auf Punk umgeschwenkt –, wurden Buster in Japan zu Stars. Sunday war ein Top-10-Hit, weitere Veröffentlichungen kamen in die Top 20 der japanischen Charts. Sie gingen auf Tournee, die in zwei ausverkauften Konzerten an einem Tag im Budokan kulminierte. Mit ihrem Song Dance with Me traten sie in einem Werbespot für eine Süßware (Choco Flake) auf.
Buster lösten sich als Formation auf, starteten 1981 jedoch unter neuem Namen neu; ohne Peter Leay, aber mit Alan Fennah, dem Bruder von Rob Fennah. Unter dem Bandnamen Alternative Radio veröffentlichten sie einige Singles. In der Band verblieben letztlich nur die beiden Brüder Fennah, die aber bis in die 2000er-Jahre aktiv waren. Sie schrieben unter anderem zwei Bühnenstücke mit Musik, zu denen jeweils Alben erschienen.
Die drei Buster-Alben, von denen eins nur in Japan, ein weiteres auch in Australien veröffentlicht wurden, legte das japanische Label Air Mail Archive im Jahre 2008 als CD mit Bonustracks (unter anderem einer rockigeren Version ihres Hits Love Rules und Demo-Versionen) neu auf. Im Jahr 2013 kamen die vier Buster-Musiker wieder zusammen, um neue Songs aufzunehmen. Die Doppel-CD Best & New mit ihren 70er-Jahre-Hits und neuen Aufnahmen wurde nur in Japan herausgebracht und war im Rest der Welt lediglich per Mail Order erhältlich. Peter Leay starb wenige Wochen nach der Veröffentlichung. Drummer Les Brian hatte England 1986 verlassen und sich 1990 in Deutschland niedergelassen, wo er als Bühnentechniker arbeitete. Nebenher war er in Hannover als Sessionsänger und -percussionist tätig. Nach einer Blutvergiftung und Lebertransplantation starb er im Herbst 2016.

## Bandmitglieder
- Peter Leay (* 4. April 1959, Wallasey[9]; † 26. Dezember 2013[10]), Gitarre, Gesang
- Kevin Roberts (* 13. September 1959, Anfield, Liverpool), Bass, Gesang
- Leslie „Les“ Brians (* 18. September 1959 als Leslie Smith, Moreton, Merseyside[11]; † 11. November 2016, Deutschland[12]), Schlagzeug, Gesang
- Robert „Rob“ Fennah (* 19. September 1958, Anfield, Liverpool), Gitarre, Gesang

## Diskografie

### Alben
- 1977: Buster (RCA 25026)[13]
- 1977: Buster 2 (RCA RVP-6225, JP; auch AUS)
- 1977: The Buster Live (RCA RVP-6250, JP)
- 1979: Diary. Best Collection (RCA RVP-6341, JP - Kompilation)
- 2014: Best & New (Airmail Archive AIRAC-1720/1, JP)

### Singles
- 1976: Here's Buster (Sound for Industry, Promo-Flexidisc)
- 1976: Sunday / Salt Lake City – Silver Gun (RCA 2678, UK/DE; 102792, AUS; PB 10726 CAN)
- 1976: Beautiful Child / Daybreak (RCA 2737, UK; 102838, AUS)
- 1977: Love Rules / Who Told You (RCA PB 5001, UK/DE; SS-3081, JP)
- 1977: Sunday / Daybreak (RCA SS-3070, JP)
- 1977: Dance with Me / Salt Lake City – Silver Gun (RCA SS-3097, JP)
- 1977: Beautiful Child / But If It Happens (RCA SS-3117, JP)
- 1978: She Ain't My Baby / But If It Happens (RCA PB 5065, DE)
- 1978: Don't Stop The Music / Dance with Me (RCA 103056, AUS)[14]